# Dylan Verrechia
Pour les personnes ayant le même patronyme, voir Verrechia.
Dylan Verrechia, né le 9 mars 1976 à Paris, est un réalisateur français.

## Biographie
Dylan Verrechia, né le 9 mars 1976 à Paris, est un auteur-réalisateur originaire de Saint-Barthélemy (Antilles françaises), d’origine Italien, Breton, Sami et Séfarade. Enfant il est cloué au lit pendant de nombreuses années du fait de la spondylarthrite ankylosante, maladie dégénérante qui progresse au fil des ans. A 12 ans, il est amené à l'hôpital de la Pitié-Salpêtrière et commence les cours par correspondance du CNED.
Après le service militaire, Verrechia poursuit ses études à l'Université Paris-Nanterre avec Jean Rouch de la Cinémathèque française et reçoit un DEUG en Arts du Spectacle. Il travail en tant qu'assistant ingénieur son pour André Georget sur Chatterton d’Alain Bashung. Il reçoit une bourse pour aller étudier à la Tisch School of the Arts de New York University et peu après il devient citoyen américain. 
Sa maison de production Verrechia Films a ses bureaux à Brooklyn et à Baja California. Verrechia fait partie des réalisateurs du cinéma mexicain de par les longs métrages Tijuana Makes Me Happy, Tierra madre et La Pura Vida. Fondateur du Festival de Valle de Guadalupe célébrant le cinéma d'auteur et l’héritage culturel Kumeyaay.

## Verrechia Films LLC
Verrechia Films LLC a colaboré aux films In the Summers d’Alessandra Lacorazza (Grand prix du jury du Festival de Sundance), BlackCard de Pete Chatmon avec Simone Missick et Hisham Tawfiq (Black Lives Matter Award à Diversité à Cannes, HBO), Sega d'Idil Ibrahim avec Alassane Sy (Prix Best Narrative à BlackStar Film Festival, Canal +), 2B de Rich Kroehling avec James Remar et Kevin Corrigan, et Storytelling (film) de Todd Solondz avec Selma Blair, Paul Giamatti et John Goodman. 
La maison de production a participé aux documentaires 499 de Rodrigo Reyes (Golden Frog à Camerimage), The Price We Pay d'Harold Crooks (CBC), Anthrax War de Roberto Coen (ARTE), The Great Hack de Jehane Noujaim et Karim Amer (Netflix), Une démocratie en danger de Petra Costa (Netflix), The Very Black Show de Spike Lee et Samuel Pollard. 
Verrechia a interviewé notamment Hillary Clinton, Henry Kissinger, The Rolling Stones, Akebono Taro, Nobuyoshi Araki, Takeshi Kitano et Björk, et colaboré aux vidéos de Rihanna, Paul McCartney, Kanye West, Wu-Tang, Jay-Z, Beck, Questlove, FKA Twigs, Sia, Terence Trent D'Arby, Plies, Rae Sremmurd, Migos, Thieves Like Us, Nortec Collective et The Calling, et travaillé sur les publicités pour Rolex, Porsche, L’Oréal, Mercedes-Benz, Samsung et Rosewood Hotels & Resorts.

## Style
L'œuvre de Verrechia se distingue par son cinéma de résistence, de néoréalisme, de folclore et de psicologie obscure, son empathie narrative, et son engagement envers des voix singulières et diverses.

## Filmographie

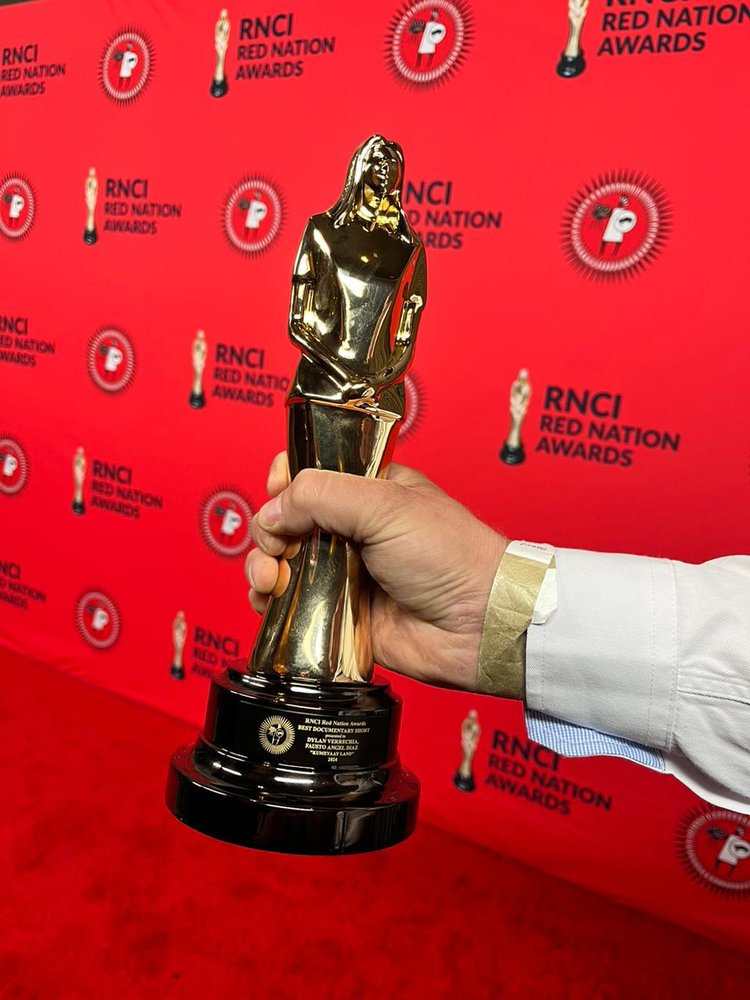
Verrechia vainqueur Red Nation Film Festival 2024

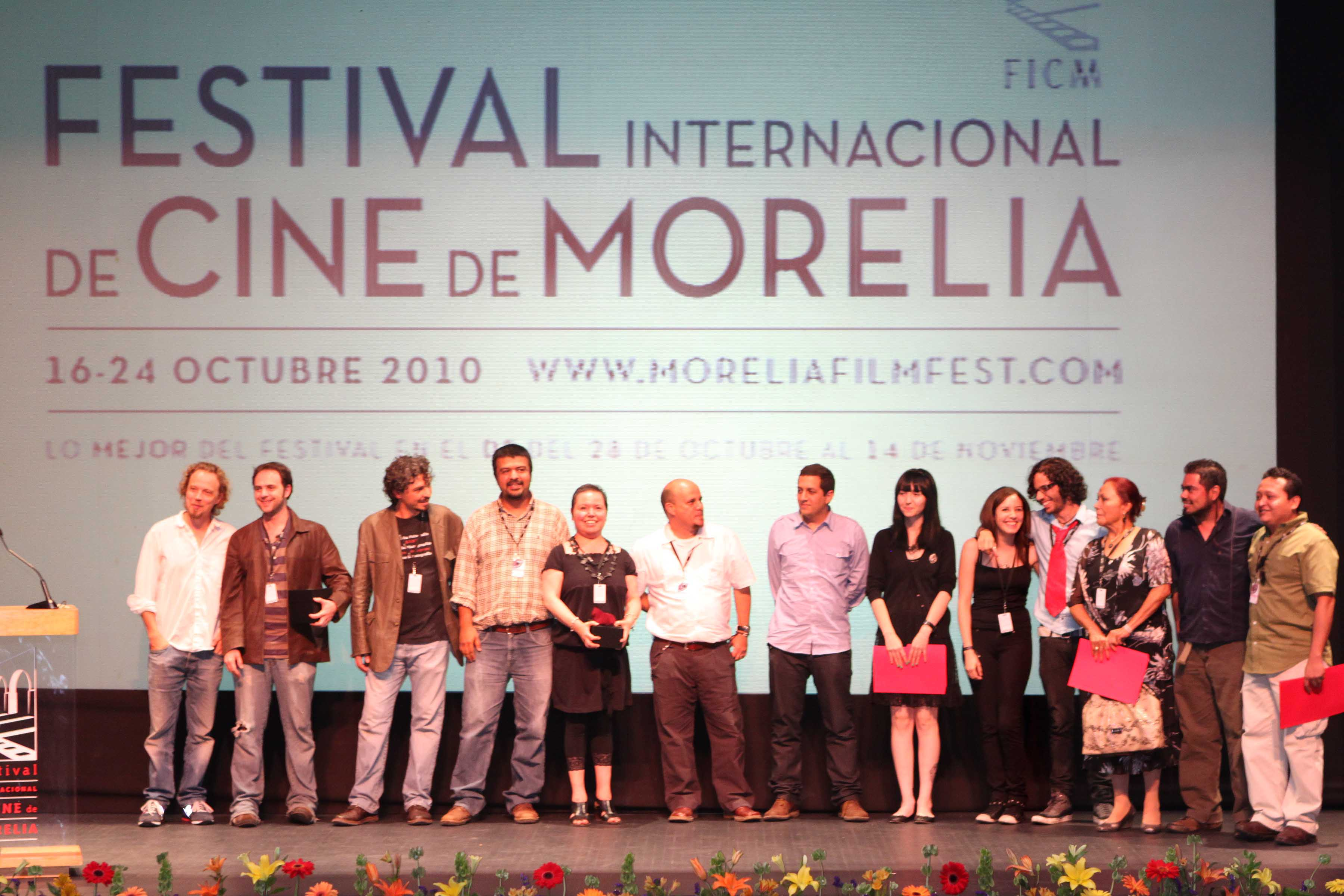
Verrechia à la remise des prix au Festival international du film de Morelia 2010

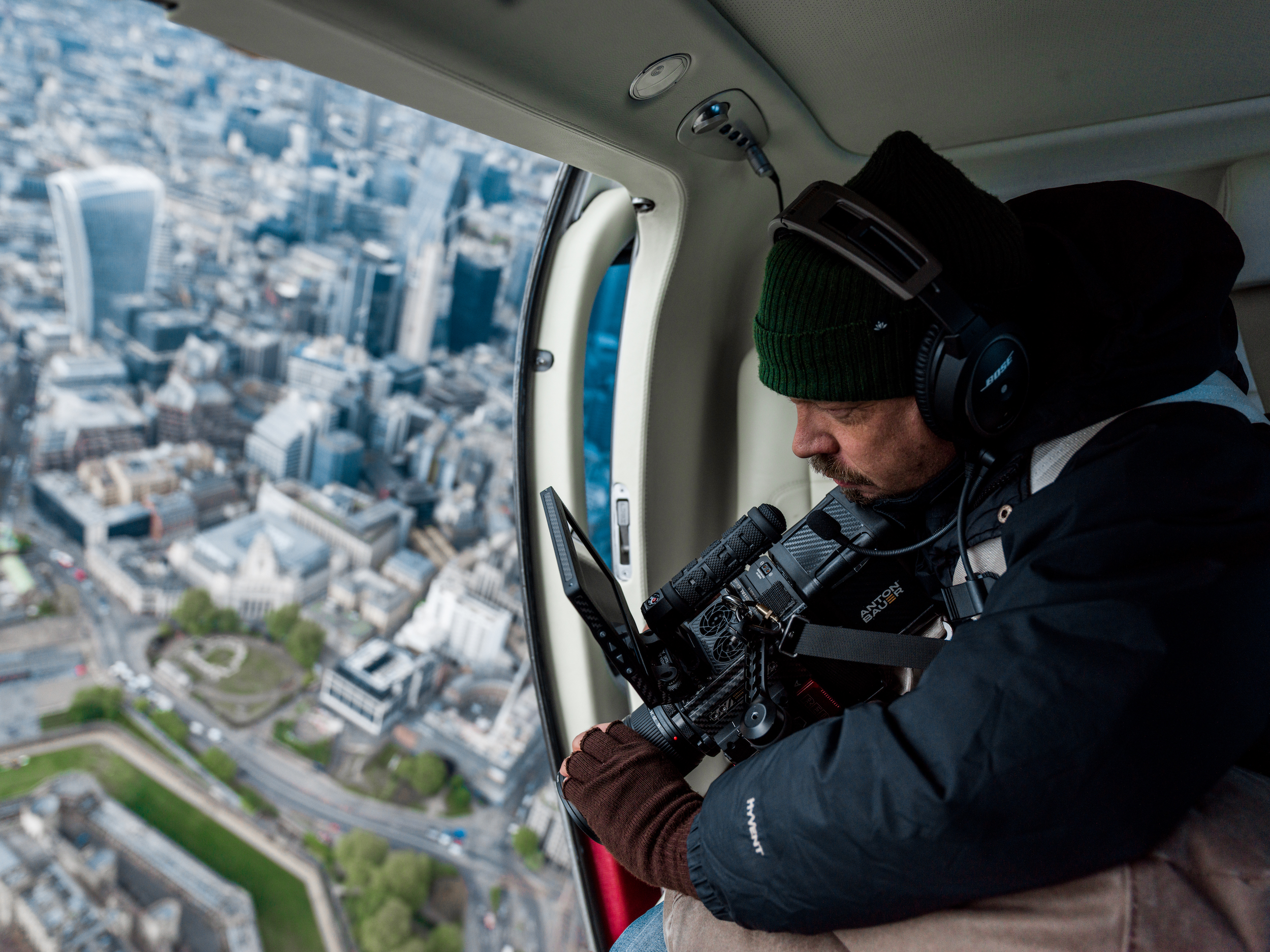
Mercedes-Benz 2017

### Auteur-réalisateur
- Pégame (2025) a reçu le Prix de Meilleur Long Métrage Mexicain au Festival International de Rosarito, Meilleur Film Fantastique et Meilleur Film Erotique à Hallucinea Film Festival, et une centaine d’autres prix[10].
- La Pura Vida (2024) a reçu le Prix de Meilleur Film Féminin au New York International Women Festival[11], et de Meilleur Long Métrage a Paris Art & Movie Awards[12].
- Kumeyaay Land (2023) a reçu le Prix de Meilleur Documentaire à la Red Nation Film Festival[13], et le Environmental, Social, Economic, Political Justice Award for Indigenous America au Latino & Native American Film Festival.
- I Want To Be an American (2012) partie du Slam Collective[14].
- Tierra madre (2010) a reçu la Mention Spéciale du Jury pour le Meilleur Long Métrage Mexicain au Festival international du film de Morelia[15] et onze autres prix[16].
- Kids of the Majestic (2009) a reçu le Prix du Jury pour le Meilleur Long Métrage dans la catégorie Défense des Droits pour les Enfants au Festival du Film Artivist approuvé par les Nations unies.
- Nortec Collective Tijuana Makes Me Happy (2007)[17].
- Tijuana Makes Me Happy (2007) a reçu le Grand Prix du Jury pour le Meilleur Long Métrage au Festival de Slamdance[18],[19].

### Verrechia Films LLC
- In the Summers (2024) réalisé par Alessandra Lacorazza a reçu le Grand prix du jury du Festival de Sundance[20].
- 499 (2020) réalisé par Rodrigo Reyes a reçu le Golden Frog pour Meilleur Documentaire au festival Camerimage[21] et inclus dans la Criterion Collection[22].
- The Great Hack (2019) réalisé par Jehane Noujaim et Karim Amer, Netflix.
- Une démocratie en danger (2019) réalisé par Petra Costa, Netflix.
- Sega (2018) réalisé par Idil Ibrahim avec Alassane Sy (Canal +) a reçu le Prix du Meilleur Court au BlackStar Film Festival[23].
- Wu-Tang Clan People Say (2017)[24].
- The Weinstein Company presents Rosewood Hotels & Resorts avec Barron Hilton et sa nièce Tessa Hilton.
- A Seed of Maize (2017) réalisé par Topaz Adizes pour l'ONG KickStart International[25].
- Kanye West Wolves (2016) réalisé par Steven Klein avec Sia (chanteuse) et Kim Kardashian[26].
- BlackCard (2015) réalisé par Pete Chatmon avec Simone Missick distribué par HBO a reçu le Prix Black Lives Matter au festival Diversity in Cannes[27].
- Terence Trent D'Arby I Wanna Breathe (2015)[28].
- Rihanna FourFiveSeconds (2015) avec Kanye West et Paul McCartney réalisé par Inez & Vinoodh[29].
- Guerre du Vietnam, au coeur des négotiations secrètes (2015) de Daniel Roussel avec Henry Kissinger diffusé sur ARTE[30].
- Rae Sremmurd Up Like Trump (2014) réalisé par Max Hliva[31].
- Migos Pajama Pants (2014) réalisé par Nick Cannon[32].
- The Price We Pay (2014) réalisé par Harold Crooks a reçu le Prix de Meilleur Documentaire à Vancouver Film Critics Circle Awards[33].
- The Alley Cat (2014) réalisé par Marie Ullrich[34] a reçu le Prix Chicago pour le Meilleur Film au Chicago International Film Festival[35].
- Tim Bendzko Programmiert (2013), Sony Music.
- American-Born Confused Desi (ABCD) (2013) réalisé par Martin Prakkat.
- Mansome (2012) réalisé par Morgan Spurlock diffusé sur Yahoo[36].
- Anthrax War (Marchands d'anthrax) (2009) réalisé par Bob Coen avec Wouter Basson diffusé sur ARTE[37],[38].
- 2B: TransBeMan (2009) réalisé par Richard Koerhling avec James Remar et Kevin Corrigan.
- Picture Me (2009) réalisé par Ole Schell et Sara Ziff a reçu le Prix du Public pour le Meilleur Documentaire au Milan Film Festival[39].
- Padre nuestro (2007) réalisé par Christopher Zalla a reçu le Grand Prix du Jury pour le Meilleur Long Métrage au Festival du film de Sundance.
- Arakimentari (2004) réalisé par Travis Klose sur Nobuyoshi Araki a reçu le Prix du Public au Brooklyn Film Festival[40].
- Votergate (film) (2004) réalisé par Ole Schell and James Manning.
- Storytelling (film) (2001) réalisé par Todd Solondz avec Selma Blair, Paul Giamatti et John Goodman nommé Un Certain Regard au Festival de Cannes.
- The Making of Bamboozled (2001) réalisé par Spike Lee et Samuel Pollard[41].